# Angel and the Brains
Angel and the Brains è un gruppo pop-rock italiano; fu uno dei tre gruppi partecipanti alla prima messa beat.

## Storia del gruppo
Il complesso si forma nel 1964 per iniziativa di alcuni musicisti, Ruggero Coletta, Maurizio Vitti e Angelo Ferrari residenti a Roma nel quartiere Appio-Tuscolano. Chiesero e ottennero la possibilità di effettuare le "prove" nell'oratorio di S.M. Ausiliatrice ed è proprio tra quelle mura che nacque il gruppo.
Nel 1965 ottengono un contratto discografico con la Ariel, etichetta di cui il direttore artistico è Piero Ciampi.
Dopo le prime incisioni, nel 1966 vengono coinvolti dal maestro Marcello Giombini nella realizzazione della prima messa beat italiana, eseguita in prima assoluta nella cappella Borromini a Roma la sera del 27 aprile 1966, alla presenza di un foltissimo pubblico (2000 persone non riuscirono ad entrare e fu necessario allestire degli altoparlanti per l'esterno), e dei mass media, compresa una troupe televisiva della RAI.
L'evento destò molto scalpore all'interno della Chiesa Cattolica, dando origine ad una modernizzazione del canto liturgico delle parrocchie, favorito dal clima postconciliare favorevole alle novità, al punto che le canzoni dello spettacolo diventarono in breve tempo fra i più cantati durante le celebrazioni eucaristiche.
Il disco, tratto dall'esibizione ed inciso insieme ai The Bumpers e I Barrittas, diventa un album cult, ed è tuttora molto ricercato dai collezionisti; viene inoltre ristampato tre anni dopo con una diversa copertina.
Inoltre dà il via ad un vero e proprio fenomeno: molti altri gruppi compongono brani di musica beat ispirati a tematiche religiose, ad esempio I Corvi (con Quando quell'uomo ritornerà) o Franco IV e Franco I (con Oggi è nato il Redentor).
Il grande successo della messa beat fece sì che i tre complessi furono chiamati a rappresentarla anche all'estero, e così gli Angel & The Brains nel settembre 1966 tennero alcuni concerti alla Royal Albert Hall di Londra, poi fecero un tour di tre settimane in Belgio, Paesi Bassi e paesi scandinavi, per poi concludere all'Olympia di Parigi.
Nella primavera del 1967 furono invece invitati a Broadway, per pubblicizzare l'edizione del disco pubblicata negli Stati Uniti; in queste esibizioni vennero aggiunti alcuni salmi musicati dal maestro Giombini, di cui però non esiste la registrazione discografica.
Il fenomeno si diffuse così anche oltreoceano, e nello stesso anno The Electric Prunes incisero Mass in F Minor, ispirandosi all'esperienza italiana.
Successivamente, gli Angel and the Brains incidono altri 45 giri, tra cui uno ancora a sfondo religioso dedicato a San Francesco d'Assisi ed uno tratto dalla colonna sonora del film I due figli di Ringo, con Franco Franchi e Ciccio Ingrassia.
Il gruppo si esibì per diversi mesi al Piper di Roma; cambiarono poi casa discografica, passando all'Ala Record, per cui incisero un altro 45 giri nel 1968; dopodiché Maurizio Aloisi abbandonò il gruppo per entrare nelle Pecore Nere ed Alberto Del Duca entrò nei Maya, per cui il complesso si sciolse.
Il cantante Angelo Ferrari si trasferì in Australia nel 1970.
L'album La messa dei giovani è stato ristampato in CD nel 2005.
Nel 2008 il gruppo rock Gli Illuminati ha riproposto nel suo album Prendi la chitarra e prega, insieme ad altre canzoni, alcuni brani dell'album del 1966.

## Formazione
- Angelo Ferrari (cantante): voce
- Alberto Del Duca: organo
- Maurizio Aloisi: basso
- Lino Melita: batteria
- Ruggero Coletta: chitarra solista
- Maurizio Vitti: chitarra accompagnamento

## Discografia

### Album dal vivo
- 1966 - La messa dei giovani (split album dal vivlo con I Barrittas e The Bumpers)

### Singoli
- 1966 - Graduale (con voci di gioia)/Introito (penso pensieri di pace) (Ariel, NF 564)
- 1966 - San Francesco/Volgi lo sguardo a me (Ariel, NF 571)
- 1966 - I due figli di Ringo (Ariel, NF 575; sul lato B vi è la stessa canzone, ma cantata da Gloria Paul)
- 1968 - Se per caso un giorno (Ala Record, ari 01)